# Перечистка
Перечистка (рос. перечистка, англ. recleaning, cleaner flotation, нім. Nachreinigung f, Nachaufbereitung f, Reinigungsflotation f) — виробнича операція в технологічній схемі збагачення корисних копалин, в якій концентрат попередньої операції додатково збагачується з метою підвищення вмісту в ньому корисного компонента або зниження шкідливих домішок. Внаслідок однієї або декількох перечисток виходить кондиційний концентрат і хвости. При зміні методу або апарата збагачення, особливо якщо чорновий концентрат доподрібнюється, кондиціонується, згущується і т. ін., П. називають доводкою.